# Sambo (film)
Sambo è un film italiano di genere commedia del 1950, diretto da Paolo William Tamburella.

## Trama
Un nobile decaduto convince un vetturino romano di avere trovato il sistema per vincere al Sambo, un gioco d'azzardo brasiliano. Mandato un fattorino in Brasile per giocare, i due uomini si danno alla pazza gioia e accumulano debiti. Quando si accorgono di non avere vinto niente, cadono inizialmente nella disperazione più totale; però il vetturino aveva giocato per conto proprio una schedina del totocalcio. Vincerà e rimetterà le cose a posto.

## Commento
Il film, girato negli studi della Scalera Film, venne iscritto al Pubblico registro cinematografico con il n. 885. Incasso 32.350.000 lire. L'aiuto regista fu il fratello Armando.